# 2001-es Formula–1 monacói nagydíj
A monacói nagydíj volt a 2001-es Formula–1 világbajnokság hetedik futama, amelyet 2001. május 27-én rendeztek meg a Circuit de Monacón.

## Futam
Az időmérő edzésen Coulthard szerezte meg a pole-pozíciót, de a skót a rajtnál leragadt, végül csak ötödik lett. Michael megnyerte a versenyt csapattársa, Barrichello és Eddie Irvine Jaguarja előtt. Häkkinen a 16. körben kiesett műszaki hiba miatt.
| Helyezés | Rajtszám | Versenyző             | Csapat/Motor     | Futott kör | Idő/Kiesés oka | Rajthely | Pont |
| -------- | -------- | --------------------- | ---------------- | ---------- | -------------- | -------- | ---- |
| 1        | 1        | Michael Schumacher    | Ferrari          | 78         | 1h47:22,561    | 2        | 10   |
| 2        | 2        | Rubens Barrichello    | Ferrari          | 78         | + 0,431        | 4        | 6    |
| 3        | 18       | Eddie Irvine          | Jaguar-Cosworth  | 78         | + 30,698       | 6        | 4    |
| 4        | 10       | Jacques Villeneuve    | BAR-Honda        | 78         | + 32,454       | 9        | 3    |
| 5        | 4        | David Coulthard       | McLaren-Mercedes | 77         | + 1 kör        | 1        | 2    |
| 6        | 22       | Jean Alesi            | Prost-Acer       | 77         | + 1 kör        | 11       | 1    |
| 7        | 8        | Jenson Button         | Benetton-Renault | 77         | + 1 kör        | 17       |      |
| 8        | 14       | Jos Verstappen        | Arrows-Asiatech  | 77         | + 1 kör        | 19       |      |
| 9        | 15       | Enrique Bernoldi      | Arrows-Asiatech  | 76         | + 2 kör        | 20       |      |
| 10       | 17       | Kimi Räikkönen        | Sauber-Petronas  | 73         | + 5 kör        | 15       |      |
| Ki       | 5        | Ralf Schumacher       | Williams-BMW     | 57         | Elektronika    | 5        |      |
| Ki       | 20       | Tarso Marques         | Minardi-European | 56         | Erőátvitel     | 22       |      |
| Ki       | 21       | Fernando Alonso       | Minardi-European | 54         | Váltóhiba      | 18       |      |
| Ki       | 11       | Heinz-Harald Frentzen | Jordan-Honda     | 49         | Baleset        | 13       |      |
| Ki       | 7        | Giancarlo Fisichella  | Benetton-Renault | 43         | Váltóhiba      | 10       |      |
| Ki       | 12       | Jarno Trulli          | Jordan-Honda     | 30         | Hidraulika     | 8        |      |
| Ki       | 23       | Luciano Burti         | Prost-Acer       | 24         | Váltóhiba      | 21       |      |
| Ki       | 19       | Pedro de la Rosa      | Jaguar-Cosworth  | 18         | Hidraulika     | 14       |      |
| Ki       | 3        | Mika Häkkinen         | McLaren-Mercedes | 15         | Kormánykerék   | 3        |      |
| Ki       | 9        | Olivier Panis         | BAR-Honda        | 13         | Kormánykerék   | 12       |      |
| Ki       | 6        | Juan Pablo Montoya    | Williams-BMW     | 2          | Kicsúszás      | 7        |      |
| Ki       | 16       | Nick Heidfeld         | Sauber-Petronas  | 0          | Ütközés        | 16       |      |

## A világbajnokság élmezőnyének állása a verseny után
| H  | Versenyzők         | Pont | H  | Konstruktőrök    | Pont |
| -- | ------------------ | ---- | -- | ---------------- | ---- |
| 1. | Michael Schumacher | 52   | 1. | Ferrari          | 76   |
| 2. | David Coulthard    | 40   | 2. | McLaren-Mercedes | 44   |
| 3. | Rubens Barrichello | 24   | 3. | Williams-BMW     | 18   |
| 4. | Ralf Schumacher    | 12   | 4. | Jordan-Honda     | 13   |
| 5. | Nick Heidfeld      | 8    | 5. | BAR-Honda        | 12   |

## Statisztikák
Vezető helyen:
- Michael Schumacher: 73 (1-54 / 60-78)
- Rubens Barrichello: 5 (55-59)

Michael Schumacher 48. győzelme, David Coulthard 12. pole-pozíciója, 16. leggyorsabb köre.
- Ferrari 139. győzelme.